# Ark: Survival Evolved
 (septembre 2015).
Si vous disposez d'ouvrages ou d'articles de référence ou si vous connaissez des sites web de qualité traitant du thème abordé ici, merci de compléter l'article en donnant les références utiles à sa vérifiabilité et en les liant à la section « Notes et références ».
Pour les articles homonymes, voir Ark.
ARK: Survival Evolved est un jeu vidéo d’action-aventure et de survie, développé et publié par Studio Wildcard. Après une période en accès anticipé, le jeu sort officiellement le 29 août 2017 sur Linux, PC, macOS, PlayStation 4, Xbox One, puis en 2022 sur Nintendo Switch et Xbox Series.

## Système de jeu
Dans le jeu, les joueurs doivent survivre dans un monde rempli de dinosaures, d'animaux préhistoriques et toutes sortes de créatures disparues, de dangers naturels et potentiellement de joueurs humains hostiles. Ils doivent aussi faire attention à leur vie, leur fatigue, leur poids, leur nourriture et leur soif, leur oxygène et leur torpeur ainsi que des dangers tels que les poisons, les maladies, la chaleur, le froid, etc. Le jeu peut être affiché en vue à la première ou troisième personne et les joueurs parcourent le monde ouvert et s'aventurent dans des endroits tels que les marécages, la toundra, la forêt de séquoia et ceci à pied, en chevauchant un dinosaure (ou autre créature montable) apprivoisé ou encore en volant. Pour cela il faudra au préalable fabriquer la selle spécifique du dinosaure apprivoisé.
Pour survivre à tous ces dangers, le joueur doit monter de niveau pour évoluer et avoir un meilleur équipement et davantage de confort. Pour fabriquer des outils, le joueur aura besoin de matériaux, il devra passer par le bois et la pierre puis par le métal et le ciment pour arriver aux polymères et matériaux électroniques. Le jeu propose à la fois une expérience en solo et en multijoueur, que ce soit en coopération ou non. Pour plus de flexibilité lors des parties, il est également possible de créer un serveur ARK dédié.
Parfois sur la carte, on peut voir des faisceaux lumineux de couleur blanche, verte, bleue, violette, jaune ou rouge. Ce sont des « beacons » (« balises »), des sortes de caisses de ravitaillement. Selon leur couleurs, le joueur doit avoir un certain niveau pour accéder à leur inventaire. Ils peuvent contenir des ressources, des objets utilisés ou non, des vêtements, des constructions pour une maison (fondations, toiture, murs…) ou encore des « blueprints » (« schémas », des plans permettant de fabriquer des objets sans avoir à les apprendre).
Le jeu fonctionne avec un système de recettes que les moutons doit débloquer à chaque niveau pris. À chaque niveau pris, le joueur obtient des « points d'engrammes » qui lui permettent d'apprendre des objets pour les fabriquer. (tous les cinq niveaux, le joueur gagne de plus en plus de points d'engrammes pour chaque niveau pris). Cependant, il y a trop d'engrammes à apprendre pour un seul joueur, celui-ci doit donc coopérer avec d'autres joueurs ou trouver des « blueprints » pour pouvoir profiter entièrement du jeu.
Sur la carte du jeu, on peut voir trois grands obélisques. À la base de ces obélisques se trouvent des téléporteurs pour accéder aux arènes des boss du jeu (la Broodmother Lystrix, une araignée de taille gigantesque et d'une très grande puissance, qui crache du venin et tisse des toiles d'araignée ; le Mégapithecus, un gorille énorme qui donne de violents coups de poing ; le Dragon qui peut voler dans les airs et cracher des flammes ; la Manticore, un lion ailé avec une queue de scorpion, disponible uniquement dans le DLC Scorched Earth ; Rockwell, un chimiste qui a subi des mutations et est entouré de tentacules, disponible dans le DLC Aberration et Genesis Partie 2 ; le Titan du désert, disponible uniquement dans le DLC Extinction ; le Titan de la forêt, disponible uniquement dans le DLC Extinction ; le Titan de glace, disponible uniquement dans le DLC Extinction ; le King Titan, un titan qui ayant corrompu le monde, disponible uniquement dans le DLC Extinction ; Moeder, le maitre de l'océan, disponible uniquement dans le DLC Genesis ; le Maître contrôleur, disponible uniquement dans le DLC Genesis Partie 1).
Lors des événements tels que Halloween ou Noël, le jeu dispose de certains contenus spéciaux pendant une durée limitée.

## Développement
Le développement du jeu a commencé en octobre 2014. L’équipe de développement a mené des recherches sur l’apparence physique des dinosaures, mais a également pris des libertés esthétiques pour des raisons de commodité.
Son accès anticipé a débuté le 2 juin 2015 pour Windows, le 1er juillet 2015 pour Linux et macOS, le 16 décembre 2015 sur Xbox One dans le cadre du programme Xbox Game Preview et le 6 décembre 2016 sur PlayStation 4.
Le jeu sort officiellement le 29 août 2017 sur Linux, Microsoft Windows, macOS, PlayStation 4, Xbox One, puis en 2018 sur Nintendo Switch.

## Extensions

### ARK: Survival of the Fittest
Le jeu possède un mode intitulé ARK: Survival of the Fittest disponible gratuitement sur Steam en 2016, indépendamment du jeu principal ARK: Survival Evolved. Ce mode fonctionne en multijoueur uniquement et est basé sur le célèbre jeu de Hunger Games. Les dinosaures présents dans ARK: Survival Evolved ne sont pas tous présents dans ARK: Survival of the Fittest et leurs statistiques ont été modifiées, ainsi que leur vitesse d'apprivoisement.
Il y a le choix entre trois modes de jeu : « chacun pour soi », « équipes de 2 joueurs » et « équipes de 4 joueurs ». Au départ, tous les joueurs sont réunis sur une plateforme centrale où des équipements et d'autres denrées sont disposés sur le sol. Les joueurs s'empressent alors de ramasser le plus possible de choses afin de commencer la partie avec une légère avance par rapport aux autres. Ensuite, les joueurs sont livrés à eux-mêmes et doivent s'équiper au plus vite pour survivre aux dinosaures et autres créatures, mais surtout aux autres joueurs. L'environnement de jeu est entouré par un dôme qui se referme sur lui-même au fur et à mesure que la partie avance, l'objectif étant de rassembler tous les joueurs restants sur la plateforme centrale à la fin de la partie. Les joueurs se voient alors confrontés à un combat final qui détermine l'équipe ou le joueur vainqueur.

### ARK: The Center
Une conversion gratuite de ARK intitulée The Center est sortie sur Steam le 17 mai 2016. Elle ajoute une carte.

### ARK: Primitive+
Une conversion gratuite de ARK intitulée Primitive+ est sortie sur Steam le 28 juillet 2016. Elle est disponible sur PlayStation 4 et Xbox également. Elle change le gameplay du jeu avec l'ajout de nouvelle ressources et de nouveaux items, et supprime l'âge moderne. Les statistiques de certains animaux et dinosaures, les rendant plus ou moins puissants.

### ARK: Scorched Earth
Un premier DLC payant intitulé Scorched Earth est sorti sur Steam le 1er septembre 2016. Ce DLC ajoute une nouvelle zone, Scorched Earth, ainsi que cinquante-deux nouveaux items et quatorze nouvelles espèces de créatures. Le DLC se déroule dans le désert. L'hydratation baisse beaucoup plus vite que dans le ARK de base, donc le joueur doit rapidement trouver une source d'eau pour survivre. La nature est deux fois plus hostile que dans la version de base et le joueur peut y trouver des wyvernes. Le DLC, contrairement au jeu de base, se déroule dans un univers fantastique, même si on peut y trouver des créatures présentes dans le ARK de base.
Scorched Earth est un monde complètement nouveau et différent de ARK. Il est composé de terres nues, déshydratées, où les survivants doivent immédiatement chercher de l’eau, chasser pour la nourriture, récolter la nouvelle flore, réaliser des nouveaux éléments artisanaux et construire un abri contre la chaleur extrême.
Scorched Earth est une carte entièrement nouvelle, composée de sept biomes déserts uniques — dunes, haut déserts, montagnes, canyons, terrains vierges, oasis et la « Tranchée du Dragon » (toujours dangereuse) — chacun avec sa propre esthétique, ses ressources et ses écosystèmes. Ils sont jonchés de ruines, de geysers et disposent de systèmes de grottes complexes.
Les biomes du désert sont remplis de nouvelles créatures fantastiques, dont beaucoup peuvent être apprivoisées. Il est ainsi possible de mener une caravane de morellatops ou de chevaucher une wyverne pouvant cracher des flammes.
L’eau, qui est l’une des ressources les plus faciles à obtenir dans The Island, devient sans doute l’une des ressources les plus précieuses dans cette nouvelle zone. Les joueurs doivent apprendre à survivre et à prospérer dans un environnement hostile et pauvre en eau.
Cinquante nouveaux éléments d’artisanat sont ajoutés, comme de nouvelles tenues et des structures pour se protéger de la chaleur, également de nouveaux outils sont disponibles pour aider à survivre dans l’environnement hostile. La fabrication d'un abri temporaire en utilisant des tentes est rendue possible. Sont ajoutées également l'utilisation de fouets, de boomerangs et de lance-flammes pour se défendre, des éoliennes pour produire de l’énergie propre, et des puits d’eau et raffineries de pétrole pour récolter des ressources rares.
De nouvelles contraintes liées aux conditions météorologiques sont implémentées, comme les tempêtes électriques dangereuses, les aveuglantes tempêtes de sable, et les coups de chaleur.
La Manticore est ajoutée comme boss.
Scorched Earth apporte par ailleurs une nouvelle fonctionnalité appelée The Gateway, un transfert de ARK cross-serveur. Les survivants qui parviennent à survivre aux conditions arides peuvent aller et venir sur la zone de Scorched Earth à celle d’ARK: The Island, emportant avec eux les outils nouvellement recueillis, des armes, et leurs créatures nouvellement apprivoisées.

### ARK: Ragnarok
Une conversion gratuite de ARK intitulée Ragnarok est sortie sur Steam le 12 juin 2017. Elle ajoute une carte et 4 nouvelles créatures, le Griffon, la Wyverne de glace, le Golem de lave et la Reine Ver de Glace.

### ARK: Aberration
ARK: Aberration sort le 12 décembre 2017 pour PlayStation 4, Xbox One et PC. L’extension offre plus de 300 heures de contenu y compris quatorze nouvelles créatures, cinq biomes et trente nouveaux engrammes.
Dans ARK: Aberration, les survivants se retrouvent sur un ARK dysfonctionnant avec un système de biomes souterrains élaboré, où se trouvent de nouveaux défis exotiques : lumière radioactive et risques environnementaux, tyroliennes, ailes pour planer, piolets d’escalade, grottes, batteries de rechange, etc., ainsi qu'une écurie de nouvelles créatures extraordinaires. Les « sans nom », des humanoïdes qui ont évolué vers des monstruosités physiques, constituent une nouvelle menace.
Dans ce monde, l'atmosphère interne a filtré, résultant en une surface dure avec un rayonnement intense et la formation de beaucoup de biomes luxuriants souterrains. Le rayonnement intense a entraîné d'importantes mutations génétiques, ce qui a donné naissance à de nouvelles créatures avec des capacités nouvelles. Ainsi, le « Dragon rocheux » peut escalader les murs, planer dans l’air et se camoufler, quatre nouvelles créatures sont bioluminescentes, l'énorme « Karkinos », une sorte de crabe géant, peut attraper et jeter plusieurs créatures simultanément, et la « Reine Reaper » peut imprégner ses ennemis avec une horrible attaque.
De nouveaux outils sont disponibles pour survivre dans le monde d’Aberration, tout en ouvrant de nombreuses possibilités pour de nouveaux scénarios compétitifs et coopératifs. L’ARK peut être traversé à l’aide de piolets d’escalade, de planeurs et de tyroliennes. De nouveaux engrammes sont disponibles. De nouveaux objets sont ajoutés, comme des tenues anti-radioactivité, des lanternes de charge, des engins explosifs, des batteries, des bâtons lumineux etc. De nouvelles ressources peuvent être récoltées en utilisant des paniers de pêche ou des collecteurs de gaz. Dans les cavernes, la maison du joueur peut être fortifiée à l’aide de plateformes à installer sur les falaises.
Les tremblements de terre, l’exposition aux rayonnements et les fuites de gaz comptent parmi les nombreux dangers que les survivants devront affronter dans les différents biomes d’Aberration, à la fois au-dessus du sol et au-dessous de la surface.

### ARK: Extinction
Troisième DLC payant sorti en novembre 2018, il se déroule sur la planète Terre peuplée de créatures mi-biologiques, mi-technologiques ainsi que de titans.
On y trouve une ville futuriste abandonnée ainsi que des dômes recréant différents biomes déjà existants (Désert et Glace). La partie désert peut rappeler ARK: Scorched Earth.

### ARK: Valguero
Une conversion gratuite de ARK intitulée Valguero est sortie sur Steam le 18 juin 2019. Elle ajoute une carte et un nouveau dinosaure, le deinonychus[réf. nécessaire].

### ARK: Genesis Part 1
Ce DLC est sorti le 25 février 2020. Il se déroule dans une simulation destinée à tester le joueur pour savoir s'il est le « survivant ultime ». Il comporte cinq biomes : lunaire, volcanique, océanique, arctique et marécageux. On ne peut passer d'un biome à l'autre qu'en se téléportant grâce à HLN-A[source insuffisante].
Mécanique de jeu
Les créatures volantes sont présentes mais on ne peut pas les monter.
- HLN-A (transcription acronymique de sa créatrice, Helena Walker) est un petit robot volant qui suit le joueur partout. Elle offre des fonctionnalités de téléportation, accès à la boutique en jeu et accès à l'arène du Boss.
- Hexagones : monnaie gagnée en accomplissant des missions, qui permet d'acheter divers objets et ressources du jeu.
- Missions : actions à accomplir depuis un Terminal de quête. Il existe plusieurs types de quêtes, comme la récolte de ressources dans un temps donné, la survie face à un groupe de créatures hostiles, l'escorte d'une créature jusqu'à son point d'arrivée, etc. Le butin délivré par l'accomplissement des missions est le seul moyen de se fournir en ravitaillement.
- Glitch : (de l'anglais problème) émissions d'erreurs informatiques de la simulation que le joueur peut corriger avec l'intervention d'HLN-A. Leur correction offre une partie de l'histoire ou légende du DLC, qu'HLN-A récite. Les Glitches remplacent les Notes des explorateurs des autres DLC. Les ramasser tous constitue une des missions à accomplir dans chaque biome (30 à chaque fois).

Nouvelles créatures
- Astrocetus : (du latin baleine des étoiles) baleine volante translucide vivant dans le biome spatial. Elle laisse derrière elle un filet de particules luminescente. Apprivoisée, elle offre des fonctionnalités de téléportation et de bombardement.
- Banc de poissons perroquet : bancs de petits poissons vivant dans le biome marin, qui harcèlent le joueur et surtout que l'on leurre vers un Mégachelon pour l'apprivoiser.
- Bloodstalker : (de l'anglais Traquesang) araignée arboricole géante du biome Tourbière qui saisit le joueur pour lui sucer le sang. Apprivoisée, c'est un excellent moyen de se déplacer rapidement en se suspendant à des toiles qu'elle accroche sur tous les terrains.
- Essaim d'insectes : insectes géants du biome Tourbière qui harcèlent le joueur en lui infligeant des dégâts modérés mais permanents et surtout en lui infligeant une sévère perte d'énergie.
- Magmasaure : (contraction du latin Lézard de lave) lézard géant qui vit dans la lave du biome volcanique. Constitué principalement de lave, il tire des projectiles de roche en fusion, peut produire une chaleur intense autour de lui, fondre le métal en lingots et le bois en charbon. Apprivoisé, il permet au joueur d'évoluer sans risque dans la lave et de récolter plus efficacement certaines ressources.
- Maître contrôleur corrompu : Boss du DLC, il s'agit de Rockwell qui s'est infiltré dans le système de la simulation. Pour pouvoir invoquer le portail menant à son arène, il faut qu'au moins un des joueurs ait accompli un certain nombre de missions.
- Mégachelon : (du grec tortue géante) très grosse tortue à huit pattes et tête humanoïde qui vit placidement dans le biome marin. On l'apprivoise en lui apportant un Banc de poissons perroquet à manger. On peut construire des structures sur son dos et son corps émet assez de bulles d'air pour vivre sous l'eau sur son dos. Elle produit passivement certaines ressources dans son inventaire.
- Moeder : (du hollandais mère) est une murène géante, gardienne du biome marin. C'est un mini-boss que l'on affronte au cours de la mission Une Moeder coriace. Pour pouvoir invoquer le portail menant à son arène, il faut qu'au moins un des joueurs ait accompli un certain nombre de missions.
- Murène servante : murènes plus petites que la Moeder dont elles assurent la défense pendant ladite mission.
- Tricératops Tek : variante Tek du Tricératops qui vit sur les astéroïdes du biome spatial. Il est exclusif à ce DLC.
- Créatures-X : variantes de créatures normales exclusives à ce DLC, que l'on peut apprivoiser. Leurs robes et leurs statistiques diffèrent légèrement des créatures normales.
- Créatures brutales : variantes de créatures normales, plus puissantes, non-apprivoisables, que l'on rencontre durant les missions.
- Avatar corrompu : humains asservis et dévoyés par Rockwell, que l'on ne rencontre que comme ennemis durant certaines missions.
- Dinotar corrompu : créatures asservies et dévoyées par Rockwell, que l'on ne rencontre que comme ennemis durant certaines missions.

Nouveaux objets
- Foreuse : outil portatif qui émet un rayon qui ramasse à distance les ressources. Elle consomme de l'essence.
- Missile de croisière : puissante roquette à usage unique qui se verrouille sur sa cible, dans un procédé de tire et oublie, comme le Missile Javelin.
- Éventreuses Tek : arme de mêlée utilisée comme un sabre, en beaucoup plus puissant, capable de percer les blindages et les boucliers, alimentée par de l'Élément.
- Lance-grenade Tek : lance-grenade qui permet de sélectionner le projectile dans l'inventaire du joueur. Il permet le tir de toutes les grenades du jeu à grande portée et grande cadence.
- Canon d'épaule Tek : placé dans l'emplacement de main libre du joueur, il tire de manière indépendante du joueur, ce qui augmente considérablement sa puissance de feu. Les modalités et portées d'ouverture du feu sont paramétrables.

Nouvelles ressources
- Ambre gris : récolté sur le cadavre d'un Astrocetus ou certains rochers dans l'espace. Il sert principalement à nourrir l'humain, les bébés Magmasaure et sert de munition pour les bombes de l'Astrocetus.

### ARK: Crystal Isles
Une conversion gratuite de ARK intitulée Crystal Isles est sortie sur Steam le 11 juin 2020. Elle ajoute une carte et 3 nouvelles créatures : le Tropeognathus, les Wyvernes de Cristals, et l'Abeille Ouvrière géante.

### ARK: Genesis Part 2
ARK: Genesis Part 2 est un DLC payant sorti le 3 juin 2021. La carte est située dans un vaisseau spatial appelé Vaisseau colonie. Les biomes sont installés dans des anneaux, faisant penser à ceux du jeu Halo. Un biome vert et préservé à l'est, un biome rouge et corrompu à l'ouest, les Jardins de Rockwell. Entre eux se trouve un intervalle spatial, rempli d'astéroïdes. Ceux-ci permettent au joueur de récolter diverses ressources. Chaque jour, le vaisseau fait un saut dans l'hyperespace pour changer de champs d'astéroïdes et de ressources.
Mécanique de jeu
Des ravitaillements atterrissent régulièrement sur la carte, pour approvisionner le joueur en diverses ressources et matériels. Ces ravitaillements ont l'aspect des Capsules de ravitaillement que l'on trouve sur le DLC Ark: Extinction.      
Un système de mission comme dans ARK: Genesis Part 1 doit être accompli pour débloquer l’accès au boss qui est Rockwell Prime (le retour de Rockwell du DLC ARK: Aberration).
Nouvelles créatures
- Voidwyrm : (de l'anglais vouivre du vide et en jeu Wyverne du néant) une Wyverne robotique, dont le souffle électromagnétique désarçonne et paralyse le joueur.
- Stryder : (de l'anglais marcheur) créature imposante, robotique, semblable à un cerf de la taille d’un Brontosaure , il possède divers modules aux fonctionnalités différentes (récolte, bouclier, laser...), un à la tête, un à la poitrine. Ces modules ne sont pas changeables.
- Noglin : (mot-valise de l'anglais caboche-gobelin) petite créature qui peut contrôler le joueur ou les créatures apprivoisées en s'agrippant à leur tête.
- Maewing : créature semblable un ornithorynque qui peut planer et prendre soin des bébés en les mettant dans des poches sur son flanc.
- Shadowmane : (de l'anglais crinière d'ombre) hybride entre un lion et un poisson-lion, c'est une créature qui possède de nombreuses capacités et qui peut devenir assez puissant pour affronter les Bosses.
- Astrodelphis : (du latin dauphin des étoiles) un dauphin qui vit dans l’espace entre les deux anneaux. Il aime jouer avec le joueur, en lui donnant des coups de tête.
- Exo-Mek: robot de somme pilotable semblable au Mek d'Extinction, il permet de défaire de Boss.
- Macrophage : petite créature qui vit en essaims dans la grotte de Rockwell, dont il assure la garde.
- Invocateur : grande créature volante qui vit dans la grotte de Rockwell, dont il assure la garde. Lorsque le joueur agresse le milieu ou se fait détecter, il invoque diverses créatures qui s'en prendront au joueur.
- Tentacule de Rockwell grande plante ressemblant à un tentacule qui vit dans la grotte de Rockwell, dont il assure la garde. Il tire des spores sur le joueur, qui désactivent son Exo-Armure.qui vit dans la grotte de Rockwell, dont il assure la garde.
- Carniflora : grande plante carnivore ressemblant à une Dionée attrape-mouche, qui peut saisir les petites créatures et les joueurs, en leur infligeant de la torpeur.
- Excroissance de Rockwell : créature imposante, ancrée dans l'arène du Bosse dont elle en assure la défense. Elle ressemble à un hybride entre un humain et une mante religieuse.
- Créatures-R : variante de créatures qui modifie les créatures du jeu de base (Daeodon, Brontosaure, Parasaure, etc.

Nouveaux objets
- Exo-Armure de la Fédération : armure futuriste qui assure la protection du joueur, offre les fonctions de protection contre le milieu, fait office de combinaison spatiale, fournit une propulsion en vol, protège des chutes importantes, permet de donner des coups de poing puissants. Son casque offre une vision discriminée et une vision de nuit. Le joueur en est équipé d'emblée en début de jeu, elle est inusable, ne consomme pas de carburant sur ce DLC et peut être retrouvée en ouvrant tout terminal de quête ou en chargeant la partie. Sur les autres DLC, elle doit être alimentée en Élément.
- Pistolet Tek : pistolet futuriste qui offre trois tirs : soins, torpeur et dégâts. Il est alimenté par du Fragment d'élément.
- Arc Tek : arc futuriste qui offre cinq tirs: normal, antiblindage, torpeur, flêche enflammée, flèche explosive. Il est alimenté par du Fragment d'élément.
- Incubateur Tek : structure de stockage des œufs dont il permet de connaître les statistiques de l'embryon avant éclosion. Il accélère l'incubation des œufs placés dedans par un système de gestion de la température de couvaison.
- Planche à voile Tek : planche à voile futuriste qui glisse au-dessus du sol ou de l'eau à grande vitesse. Elle consomme de l'Élément.
- Exo-Mek : robot humanoïde de grande taille, pilotable. Il s'insipre du Mek du volet Extinction. Il ne possède pas les armements de ce dernier mais permet de porter des poids élevés de même que des structures sans avoir besoin de les vider au préalable. Il n'est pas détecté par les créatures, ce qui le rend utile dans l'exploration des lieux dangereux de la carte, comme la grotte de Rockwell.

Nouvelles ressources
- Mutagel : récolté dans les astéroïdes principalement, il permet l'apprivoisement du Stryder et de fabriquer le Mutagène.
- Mutagène : il est fabriqué à partir du Mutagel, mais on peut aussi le trouver dans la grotte de Rockwell, sur les Bulbes à Mutagène. Il sert surtout à améliorer les statistiques des créatures récemment apprivoisées. C'est aussi une Offrande pour l'Invocation du Boss Rockwell Prime.

### ARK: Fjordur
Fjordur est un DLC gratuit sorti le 12 juin 2022. Cette nouvelle carte est composée de quatre îles et de trois royaumes et offre un terrain froid et hostile d'inspiration nordique. Il est possible d'y apprivoiser quatre nouvelles créatures : le Andrewsarchus, le Desmodus, le Fjordhawk, et le Fenrir, ainsi qu’un nouveau boss : Fenrisúlfr.

## Accueil

### Critique
| ARK: Survival Evolved |      |         |
| Média                 | Nat. | Notes   |
| Gameblog              | FR   | 6/10    |
| Gamekult              | FR   | 4/10    |
| IGN                   | US   | 7,7/10  |
| Jeuxvideo.com         | FR   | 12/20   |
| PC Gamer              | US   | 72 %    |
| Rock, Paper, Shotgun  | US   | -       |
| Compilations de notes |      |         |
| Metacritic            | US   | 69 %    |
| GameRankings          | US   | 66,33 % |

### Ventes
Un mois après le lancement de l'accès anticipé, le jeu atteint le million d'exemplaires téléchargés sur PC. En octobre 2015 le jeu atteint les 2 millions de ventes. Mi-2016, 5,5 millions d'exemplaires ont été vendus sur PC et Xbox One.

## Histoire

### Prélude
- Sous forme de roman, Robinson Crusoé écrit dans les années 1700, dépeint le personnage principal commençant sa survie nu sur une plage humide et sablonneuse avec la menace de dangereux prédateurs qui rôdent autour.
  - C'est un peu comme les survivants de l'île qui se réveillent nus sur une plage de sable.
- Un autre texte, une des lettres de Jeremy Bentham, décrit une prison qui a la possibilité d'avoir des gardes qui peuvent voir dans chaque cellule et en même temps, être invisibles aux yeux des prisonniers, donnant aux gardes une omniprésence invisible.
  - Dans l'univers d'ARK, cette idée s'est concrétisée sous la forme de l'Homo Deus ou de quelque chose que HLN-A décrit comme inquiétant .
- Erewhon, écrit par Samuel Butler en 1872, est un roman qui dépeint une observation désormais répandue selon laquelle les machines prennent de plus en plus le relais de l'homme dans la société et l'homme devient esclave de ces machines.
  - Cela ressemble au monde réel où les machines remplacent les travailleurs humains et dans ARK, la création de la technologie de niveau Tek, les ARK et la simulation Genesis.
- The Coming Race, un roman du XIXe siècle écrit par Edward Bulwer-Lytton, raconte l'histoire d'un explorateur souterrain qui découvre une culture de créatures appelées Vril-Ya qui possède une société fonctionnant au Vril, un fluide omniprésent que les Vril-Ya peuvent contrôler avec leur esprit.
  - Selon HLN-A, il décrit le produit chimique comme étant similaire au contrôle mental de la ruche d'Element.
- Se demander si sa réalité est réelle est un mode de pensée commun et universel sur la conscience de soi.
  - Ce mode de pensée est observé dans des films tels que la série Matrix, et dans l'univers ARK, la simulation Genesis est le point culminant de ce mode de pensée en étant une simulation et les ARK donnent une semi-sensation d'être une simulation avec sa barrière en dôme.

### Élément
Un matériau hautement avancé, rempli d'énergie, qui vient soit de l'espace, soit des profondeurs de la Terre. Les humains l'ont découvert au cours du 22e siècle et sont rapidement devenus obsédés par cette ressource surpuissante. Les humains ont évolué rapidement et ont découvert/inventé de nouvelles technologies rendues possibles grâce à l'élément. Cependant, l'élément s'est avéré être bien plus qu'une ressource précieuse.

### La guerre des éléments
Au 22e siècle, deux superpuissances maîtrisaient la technologie basée sur les éléments (appelée Tek ) - la République Unie de la Terre (URE) et la Fédération Terrienne (Feds). Pour des raisons qui ne sont toujours pas claires, les deux factions furent inévitablement entraînées dans une guerre qui les consuma toutes les deux. HLN-A a décrit les deux nations comme ayant étrangement des cultures et des idéologies identiques et leur conflit comme deux chiens se battant pour le dernier morceau de viande sur une carcasse (peut-être un élément). On ne sait pas ce pour quoi ils se battaient, mais Santiago soupçonne les coupables habituels du déclenchement d'une guerre : les politiciens. Selon Genesis Santiago, l'une des causes, sinon la cause principale de la guerre des éléments, était que la Fédération Terrienne imposait de lourdes restrictions pour décourager ses citoyens de subir des modifications neurologiques et d'interagir avec l'inconnu. D'après un rapport lu par Nida, un scientifique spécialiste de la terre des vaisseaux coloniaux, la Terre à l'époque était devenue polluée et les ressources s'amenuisaient. Le même rapport indique que la Fédération Terrienne voulait utiliser une nouvelle source d'énergie (l'Élément) pour une grande ingénierie de la Terre afin de la réparer et de la pirater tandis que les Républiques Unies voulaient utiliser la même source d'énergie que leur rival pour manipuler le corps humain et survivre en devenant plus qu'humain. La mort de Santiago a mis fin à la Guerre des Éléments, ce qui implique que les Républiques Unies de la Terre ont gagné, mais à un prix élevé. D'après les notes de Santiago, la Guerre des Éléments a duré 16 à 17 ans avec des tensions qui ont augmenté deux ans avant le début de la guerre.
Voici la chronologie et certains événements de la Guerre des Éléments d'après les addenda de Santiago :
- Opération de la Fédération Terrienne surnommée « Projet Hydra » : la Fédération Terrienne a automatisé la fabrication de munitions élémentaires à grande échelle.
- Conflit des gardes puristes transhumains, Nubelgium - Année 2329
- Émeutes pour les droits des transhumains – Année 2331
- Opération Metal Rain - Au cours de laquelle la Fédération Terrienne a effectué des bombardements en orbite basse qui ont détruit toutes les villes de Nouvelle-Zélande et toutes les bases de l'URE qui s'y trouvaient pendant la guerre des éléments. Selon l'addendum, l'URE a riposté contre la Fédération Terrienne, mais elle a causé la perte de toute la côte ouest d'un pays à cause de quelque chose.
- Fin de la guerre des éléments – Année 2347
  - NeoUN est formé en Suisse, en Eurasie occidentale
- Conférence de crise des éléments à Nijni, en Eurasie orientale - Année 2348

### Avant l'effondrement

#### Les conséquences de la guerre des éléments
Pendant la guerre, l'utilisation d'armes alimentées par les éléments a commencé à polluer fortement la Terre. La guerre sur Terre a rapidement fait des ravages, car l'élément pollué est devenu presque conscient/auto-conscient, et l'élément s'est révélé être presque une forme d'organisme/flore vivant avec une personnalité d'esprit de ruche avec une haine sans fin, qui ne voulait que provoquer la dévastation et l'annihilation. En raison de sa conscience de soi, l'élément a commencé à creuser profondément dans la Terre sur les champs de bataille pollués par l'élément. Cela a été résumé par le rêve vif d'Helena d'une silhouette violette (élément) griffant le substrat rocheux où la pierre s'effondrait en dessous (élément infectant les couches inférieures de la croûte terrestre) et se propageant à travers le sol comme un vaste réseau de toile. Les transhumains des Républiques Unies de la Terre ont essayé de convaincre les dirigeants de la Fédération Terrienne que la Terre était en phase terminale comme si elle était dans une maladie en phase terminale à cause de quelque chose, très probablement de la pollution au cours de l'histoire humaine et des trois derniers siècles de pollution des éléments causée par l'URE et la Fédération Terrienne.

#### Projet Genèse
L'URE fut la première à remarquer les dégâts causés par la guerre entre les deux factions. Une fois que les deux factions se rendirent compte des dégâts qu'elles avaient causés et de la plus grande menace que constituait l'élément, elles se réconcilièrent et travaillèrent ensemble pour se concentrer sur le véritable problème. Elles investirent tous leurs efforts dans le projet Genesis, un projet conjoint qui prévoit de préserver et de restaurer toute vie sans contamination par l'élément. Les deux camps investirent dans leurs projets de reconstruction de la nature et de la vie : les Républiques Unies de la Terre décidèrent de construire les ARK pour aider à guérir la Terre empoisonnée et la Fédération Terrienne construisit le Colony Ship pour trouver une planète aux conditions similaires à la Terre. Les humains et Homo Deus, qui étaient transhumains à l'époque, travaillèrent ensemble pour construire les ARK et le Colony Ship (Genesis Simulation) dans le but de sauver la vie sur Terre de l'extinction. En même temps, ces projets étaient hautement classifiés en raison de problèmes moraux et éthiques qui pourraient entraver le projet. En conséquence, le grand public a été tenu dans l'ignorance et n'avait aucune idée que le Projet Genesis prenait des mesures drastiques telles que l'archivage de chaque être humain et la création d'écosystèmes massifs pour sauver toute vie sur Terre. D'après un article de presse ajouté aux notes de Genesis Santiago, le public sait seulement que leurs supérieurs « réorientent » leurs efforts vers deux projets : le Projet Atlas et le Projet Prometheus. À un moment donné, les créateurs ont déplacé les ARK et Genesis Simulation en orbite par crainte que les habitants des Proto-ARK ne soient mélangés avec des animaux extérieurs à l'ARK.
Comme le projet Genesis dépendait soit du vaisseau-colonie, soit des ARK pour réussir et que les deux prendraient des années à accomplir, Santiago et HLN-A ont noté que des générations de personnes ont mis tous leurs espoirs et leurs rêves en œuvre pour que la mission réussisse. Santiago a réfléchi à cette question alors qu'il pensait recruter des personnes prêtes à sacrifier leur vie et celle de leurs enfants pour mener à bien la mission du vaisseau-colonie.

#### Le projet de reconstruction d'Engram
Un projet de grande envergure réalisé par les humanistes de la Fédération Terrienne et les Républiques Unies des transhumains de la Terre. Son but est de conserver et d'enregistrer chaque matrice engrammique, ou les esprits et personnalités de chaque humain connu dans l'histoire de la Terre dans une archive. Le vaisseau colonial et les ARKs conserveront une copie de cette archive pour leur permettre de repeupler les mondes qu'ils habiteront respectivement. Genesis Santiago note que le projet est si indifférent que si le monde entier découvre les efforts visant à archiver chaque humain dans une archive, une multitude de foules organisées et d'émeutes tenteront de les arrêter.
Le projet est également devenu perturbant pour certains des membres de l'équipage initial du Colony Ship. Les transhumains ont fait des copies engrammiques des membres de l'équipage dans la base de données des archives, qu'ils aient ou non consenti à être archivés. Lorsque Santiago a effectué des recherches aléatoires dans la base de données des archives engrammatiques, il a découvert quelque chose de troublant qu'il a noté qu'il ne regrettera jamais : l'équipe des archives engrammatiques sous la direction de Yongki a en quelque sorte fusionné deux identités distinctes qui sont devenues le résultat d' une personne qui n'a jamais existé dans l'histoire de l'humanité . Yongki, le directeur des archives et ami de Santiago, a découvert que sa famille avait été archivée, qu'ils aient ou non donné leur consentement.

#### La Ferme
Proto-ARK en orbite, la Ferme sert de base à la conception des biomes artificiels et des nombreuses créatures préhistoriques originaires des ARK et du Colony Ship.
Voici quelques particularités de la Ferme qui se sont ensuite appliquées aux ARK :
- Il est étiqueté comme un système de terraformation - cela se voit bientôt à travers le protocole Reseed.
- Il peut accélérer l'évolution des formes de vie
- Il dispose d'un système d'apprentissage par engrammes de mémoire.
  - Celui qui attend a décrit cela comme la capacité des ARK à s'adapter aux nouvelles situations.
- Contrôle de l'IA de tous les systèmes de la ferme
  - Module de contrôle AI pouvant fonctionner avec une efficacité de 98,257 %.
    - Celui-ci deviendra le superviseur de toutes les ARK.
- L'ARK dispose d'un espace d'occupation maximal de 78 % pour toutes ses formes de vie.
  - Toute occupation dépassant ses paramètres obligera l'ARK à détruire la source de la croissance démographique anormale.
    - On le voit lorsque les obélisques de la Terre Brûlée détruisent la colonie de Nosti alors que celle-ci se transforme en ville.
- La ferme aura des habitants qui auront des conflits entre eux, comme indiqué avec 99,452187 % de chances d'avoir des conflits.
  - Cela se voit à travers les événements tribaux de l'Île et de la Terre Brûlée.

### L'effondrement
À la fin de la guerre des éléments, l'élément a atteint des masses critiques à un rythme alarmant. La planète Terre entière s'est effondrée alors qu'Element s'est répandu sur la planète en creusant d'abord des racines profondément dans sa croûte, lui permettant de créer des Titans pour ravager tout ce qui se trouvait à sa vue. En plus de cela, des catastrophes naturelles ont ravagé l'environnement et tué une majorité des habitants. Par la suite, l'URE et la Fédération Terrienne se sont effondrées, et très peu de points de repère et de monuments sont restés intacts, la plupart des traces de l'ancien monde étant consumées par des veines d'élément à croissance rapide. Les points de repère notables survivants sont la ville de Sanctuary, les Proto-ARKs of Extinction, et Arat Prime, selon Nida, est l'emplacement d'une liaison à grande vitesse de la lumière entre la Terre et le Colony Ship. Plus particulièrement, la rotation de la Terre s'est arrêtée pour une raison quelconque, ce qui fait que certains endroits sur Terre ont un jour constant, une nuit constante et une zone crépusculaire. Ceci est résumé dans le rêve abstrait d'Helena dans sa note d'exploration d'Extinction #25 à propos d'une figure violette (Élément) arrachant un cœur rouge en fusion (le noyau de la Terre) d'une autre figure de pierre. Lorsque le cœur a cessé de battre, des ombres (Titans) se sont élevées de la figure violette et ont commencé à tout détruire.
L'histoire de l'ARK commence des centaines d'années après l'effondrement, lorsque les ARK commencent à mal fonctionner. Les notes des explorateurs indiquent que les ARK sont restées en orbite bien plus longtemps que 646 ans.

### Les ARK
ARK est une station spatiale destinée à abriter des organismes vivants tels que les humains , les créatures et les plantes . Ces ARK ont été lancées avant un événement d'extinction à l'échelle mondiale au cours duquel Element a anéanti la population humaine de la Terre. Ce sont des prouesses incroyables d'ingénierie humaine, des stations spatiales mobiles de plusieurs kilomètres de large abritant de vastes coffres d'informations génétiques, des dispositifs de clonage et une technologie de terraformation. Dans leur état de dormance, elles attendent en orbite terrestre, simulant un écosystème diversifié en contrôlant le climat et les populations animales à bord. Le dôme qui protège ce faux écosystème du vide de l'espace sert également d'horizon artificiel, masquant la vraie nature de la station avec un ciel bleu et un cycle jour/nuit artificiel. Les humains sont dissuadés d'atteindre le bord de cet horizon artificiel par des méthodes qui ressemblent à des limites naturelles. Sur The Island , les habitants sont contenus par une mer encerclante de prédateurs dangereux. Sur Scorched Earth , cela est accompli en cultivant des Deathworms .  
Pendant une période de temps inconnue, les ARKs ont attendu un signal d'activation de la Terre. Les stations sont programmées pour effectuer une descente contrôlée en réponse à ce signal, atterrissant à la surface de la planète. À l'atterrissage, les champs de force de confinement et les horizons artificiels se désactivent, libérant les habitants de l'ARK. Chaque station est une graine géante construite pour fleurir sur les terres désolées de la Terre, ses systèmes de terraformation balayant l'infestation d'éléments.  Ses systèmes de terraformation sont déclenchés par un ordre appelé le protocole de réensemencement qui appelle les ARKs à revenir à la surface de la Terre. Cependant, le protocole de réensemencement est bloqué par un autre critère : l'indice de toxicité des éléments.
Curieusement, bien que conçues pour repeupler la planète, les espèces terrestres modernes sont presque entièrement absentes de toutes les ARK connues. Leurs créateurs ont utilisé chaque modèle comme un terrain de jeu génétique fantaisiste, mettant en vedette de nouvelles espèces qui sont soit fortement modifiées, soit complètement fabriquées. Scorched Earth, une ARK du désert, est un terrain de reproduction pour les wyvernes et autres monstres fantastiques. The Island, l'ARK connue la plus proche d'un écosystème terrestre « pur », présente des versions modifiées d'animaux de toute la préhistoire mélangés de manière anormale.
Les étranges particularités des ARK ne se limitent pas à leurs populations animales. Leurs concepteurs ont découvert une partie cachée du cerveau appelée « matrice engrammatique », qui stockait des informations dans certains corps humains même après des années de décomposition. Des personnalités et des souvenirs ont été recréés pour des personnes mortes depuis des siècles, voire des millénaires.  Ces personnes ont été lâchées dans les ARK sans savoir où elles se trouvaient ni combien de temps s'était écoulé.
Chaque humain qui se trouve sur l'ARK possède un étrange implant au poignet gauche en forme de prisme. Cet implant agit en quelque sorte comme un intermédiaire entre deux langues en traduisant la langue de l'orateur dans celle de l'auditeur, de sorte que ce dernier comprenne parfaitement ce que l'orateur dit réellement.
Avec la défaite du Roi Titan et l'activation du signal, chaque ARK est descendu sur Terre, y compris l'ARK Aberrant avec Rockwell et une station pleine d'Élément corrompu.
Étant donné que Rockwell était présent sur le Colony Ship et avait l'intention de conquérir un autre monde habitable, Rockwell s'est enfui à travers la simulation Genesis alors que la Terre est nettoyée de l'élément corrompu et que les ARK ont pu nettoyer l'ARK d'Aberration.

#### Obélisques
Les ARK sont alimentées par l' obélisque , et chaque ARK contient au moins un gardien . Dans le jeu, la puissance des obélisques est montrée dans la cinématique de fin d'Extinction lorsque les obélisques et leur station libèrent suffisamment d'énergie pour provoquer une onde de choc qui rase les restes proches de la ville de Sanctuary. Les obélisques qui commencent à briller sont similaires à ce qui s'est passé dans la ville de Nosti, sur la Terre brûlée, car Raia et John Dahkeya remarquent que les obélisques brillent plus fort que d'habitude et bourdonnent avec plus d'énergie à une intensité beaucoup plus grande avant que la ville ne s'enfonce dans le sable.  

### Homo Deus
Les Homo Deus, qui signifient « homme-dieu » d'après les racines latines, sont des entités conscientes qui veillent sur les ARK. Selon HLN-A, ce sont des êtres basés sur l'énergie qui vivent dans une réalité tangentielle et qui étaient une option d'évasion pour l'humanité. La technologie d' Element , la simulation Genesis et les ARK ont probablement été développées à partir des mêmes principes ; et donc les Homo Deus étaient capables de s'intégrer aux ARK. Ces êtres peuvent rarement ressusciter les humains . Un notable, The One Who Waits /Helena, guide le survivant à travers The Island , Scorched Earth et Aberration to Extinction . Avec Element prolongeant le temps d'orbite des ARK, cela a amené les Homo Deus à se perdre. Helena est le dernier Homo Deus dont l'esprit ne s'est pas encore effondré. Les Homo Deus ont un certain nombre de capacités :  
- Être capable de voir l'univers entier derrière ce qu'Helena décrit comme une vitre.
- Dans l’ensemble, leur capacité à voir autant de choses en même temps a aidé ceux qui ont construit les ARK.
- Avoir un pouvoir qui tend aux ARCHES dans lesquelles ils partagent tous pour les équilibrer tous.
- Elle peut interagir avec le monde physique en touchant l'esprit des survivants et en créant des objets pour les aider. Helena conduisant Diana Altaras à Mei Yin et créant HLN-A en sont de parfaits exemples.
- Avoir la capacité d'être présent dans de nombreux endroits à la fois, de voir des millions et des millions de choses à la fois avec le plus de détails possible
  - Après qu'Hélène soit montée à l'Homo Deus, Hélène a été présente dans de nombreux endroits à la fois
    - Helena ne sait pas combien de temps s'est écoulé pendant les tests sur les survivants dans les ARK afin qu'ils puissent tromper la mort.
    - Helena avait guidé Mei Yin et Diana vers Arat Prime.
    - Helena a guidé le joueur jusqu'à Extinction.
    - Helena apparaît devant le survivant et ailleurs sur Terre où le soleil se lève puisque le joueur voit que le soleil se couche.

  - Helena a noté qu'elle ne savait pas combien de temps s'était écoulé depuis son ascension. Alors qu'une personne typique vit une journée, sa capacité à voir et à expérimenter des flux temporels entiers (c'est-à-dire du début à la fin de l'univers) comme des moments singuliers a peut-être permis à l'esprit humain d'Helena de vivre des millions de millénaires en une seule journée. C'est probablement ce qui fait perdre la raison aux Homo Deus, car maintenir une personnalité singulière dans une expérience non finie exige beaucoup d'efforts et d'énergie.
- Agissant comme sources d'énergie pour les ARK
- Avoir une connaissance presque parfaite de l’univers.

Dans Genesis, HLN-A remarque que les Homo Deus n'existent techniquement plus dans le monde physique et ont leur propre plan de réalité, une réalité décrite par Helena que peu de gens peuvent atteindre. Même Helena a soudainement disparu pour une raison inconnue. Dans la station spatiale de l'île au bout de la grotte Tek, l'hologramme de la troisième planète avec la Terre Morte surlignée en rouge est traversé par un autre hologramme dont la description indique que les Homo Deus sont considérés comme en voie de disparition.
Il convient de noter que tous les humains utilisant la technologie Genesis ne sont pas devenus Homo Deus. Certaines conditions préalables semblent exister, mais elles sont discrètes. Le seul indice sur qui devient un Homo Deus provient de l'évaluation du pilote Mek de Santiago sur Helena Walker, la seule pilote Mek de l'histoire qui a atteint le maximum de toutes les jauges de synchronisation. La raison pour laquelle elle est devenue pilote Mek était son système nerveux très avancé qui lui permet de traiter les informations à un rythme beaucoup plus élevé.
Dans Genesis : Partie 2, de nombreuses notes d'explorateurs de la Fédération Terrienne expliquent que les Homo deus étaient autrefois appelés « Transhumains » et qu'ils venaient principalement des Républiques Unies de la Terre. D'après les notes de Genesis Santiago, sa supérieure, Uma, était une transhumaine qui peut télécharger n'importe quelle compétence qu'elle souhaite. Il est également révélé que les Homo deus/Transhumains ont un état d'esprit strict que Santiago décrit où les personnes impliquées dans le projet Genesis doivent faire tout ce qu'il faut, quel qu'en soit le prix, pour réussir et se sacrifier ainsi que leurs moyens de subsistance pour le bien commun. Du point de vue d'Uma, la fin justifiait tous les moyens nécessaires.

### Simulation de la Genèse
Alors que les ARK simulaient des environnements analogiques, la simulation Genesis était entièrement virtuelle. Hébergée à bord d'un vaisseau de colonie  elle a été construite pour entraîner les passagers à l'arrivée, sans les réveiller de leur hibernation. Genesis a été conçue par le même groupe qui a construit les ARK. Les deux projets semblent s'être développés en même temps, les leçons tirées de l'un alimentant l'autre. Par exemple, le Magmasaur a été testé à l'origine sur l'ARK de Scorched Earth avant d'être limité à la simulation Genesis,  mais c'est une expérience de simulation Genesis qui a affiné les comportements des dinosaures pour The Island. 
Ces deux merveilles technologiques se sont mutuellement améliorées grâce à leur relation mutuelle. Lorsque les ARKs rencontrent un problème dans leur fonctionnement, les constructeurs reviennent à la simulation Genesis et appliquent les conditions à l'intérieur de la simulation afin de savoir en toute sécurité comment résoudre le problème. Ce processus peut être inversé lorsque la simulation Genesis rencontre un problème et qu'elle a besoin des ARKs pour résoudre son problème.
Les premiers prototypes de simulation étaient évidemment des collections artificielles de formes géométriques.  Après des débuts modestes, Genesis a été construit en une merveille technologique rivalisant même avec les grands ARK, dans un package plus compact. Son orientation de conception a changé plusieurs fois au cours du développement. Des restes de code d'anciennes versions persistent encore, provoquant des problèmes.  Les anciennes versions de Genesis Simulation incluaient des environnements agréables comme un centre commercial.
L'interface cerveau-machine et la technologie de la réalité virtuelle sont devenues suffisamment avancées pour créer un environnement presque impossible à distinguer du monde réel. En s'appuyant sur la technologie des ARK pour manipuler la matrice engrammatique, les survivants pouvaient même modifier leur propre esprit, bien que cette fonctionnalité ait été laissée de côté dans la version finale après s'être avérée addictive et destructrice.  Selon HLN-A, les créateurs ont décidé de laisser l'esprit d'une personne intact et inchangé.
Une unité de stockage pour l'esprit et le corps d'un humain se trouve au plus profond de la simulation Genesis, ou plutôt, sur le vaisseau de la colonie, où réside la simulation Genesis. Cette technologie est appliquée à l'unité de stockage de l'ARK comme décrit par Helena lorsqu'elle a repéré ce qui semble être des réservoirs tubulaires massifs contenant des humains au plus profond de la station sur Aberration. La simulation Genesis possède une première version d'une technologie capable de stocker une personnalité et de la placer dans un corps qui a ensuite été appliquée aux ARK. Ce résultat de la technologie peut être observé pendant la mécanique de réapparition du jeu.
Selon HLN-A, elle a expliqué qu'avant l'effondrement, la simulation Genesis était l'une des nombreuses simulations que les étudiants utilisaient régulièrement pour apprendre leurs cours, notamment les sciences en ligne en se promenant dans les environnements de simulation donnés. C'était également un centre de recherche essentiel où les chercheurs en sciences sociales tels que les psychologues et les sociologues ont le plaisir de voir toutes les interactions humaines possibles.
La version actuelle de Genesis Simulation comporte cinq environnements simulés : la tourbière, la lune, l'océan, la neige et le volcan. Les codes anti-contamination empêchent les éléments d'un écosystème de se propager dans un autre. Ils simulent des biomes extrêmes qui peuvent avoir un impact considérable sur la Terre dans son ensemble. Cependant, ces extrêmes ne se trouvent pas sur la Terre dans son état dangereux actuel.
Après avoir vaincu le Maître Contrôleur Corrompu pour échapper à la Simulation Genesis, le joueur se réveille de son unité de stockage sur le vaisseau de la colonie et remarque un implant spécimen surnommé « Implant d'Ascension Terran ». Dans Genesis : Partie 2, la Simulation Genesis est hébergée sur un vaisseau spatial de classe Fédération Terran.

### Dinosaures, créatures mythologiques, de science-fiction, organismes génétiquement modifiés et autres
Dans l'histoire de Genesis : Part 2, les créateurs des ARK et du Colony Ship réfléchissaient constamment aux formes de vie qu'ils allaient introduire dans leurs habitats. Du point de vue de Santiago, l'équipe entière ne peut pas recréer chaque forme de vie qui existait, et ils ont décidé d'en sauvegarder autant que possible, que la créature soit éteinte ou vivante. Certaines créatures ont peut-être créé un équilibre possible dans les écosystèmes et cela n'a aucun sens sur la façon dont certaines civilisations du passé ont pu survivre à une catastrophe naturelle. Santiago se demande si les ptérasaures vivaient lorsque les humains ont commencé à domestiquer les animaux.
Du point de vue d'Helena, les créatures des ARK sont toutes des créatures d'origine préhistorique, mythologique et de science-fiction. L'île possède des versions génétiquement modifiées de leur moi original. La plupart des créatures de l'île sont plusieurs fois plus grandes que leurs homologues originales, le tricératops ayant des cornes à collerette de Styracosaurus, le stégosaure ayant 16 paires de plaques et 6 paires de plaques plus petites, et le dilophosaure ayant sa petite taille, ses collerettes et son crachat de poison, célèbres dans le film. Sur Scorched Earth et Aberration, les créatures exclusives sont d'origine mythologique ou de science-fiction. Les Wyverns, les Faucheurs, les Élémentaires de roche, les Basilics et les Phénix en sont des exemples courants.
Dans Genesis: Part 1, HLN-A a noté dans une note de chroniques que les créateurs des ARKs et du Colony Ship n'ont pas seulement recherché des informations sur les dinosaures, mais aussi sur des créatures d'origine mythologique et de science-fiction pour avoir plus de créatures. Selon HLN-A, la survie des humains aux côtés des dinosaures a si bien fonctionné en tant que simulation qu'elle a tout aussi bien fonctionné dans le monde réel du jeu pour une raison étrange. Cela explique que toutes les ARKs ont des créatures qui sont principalement des dinosaures. Lorsque les dinosaures étaient une expérience de simulation, HLN-A dit que les créateurs ont réglé les comportements des dinosaures dans la simulation et que ces dinosaures modifiés ont pris vie sur les ARKs.
Aussi récemment que Genesis: Part 2, HLN-A révèle que certaines des créatures sont le résultat d'une modification génétique provoquée par des humains utilisant la technologie de manipulation génétique Tek pour modifier les organismes afin qu'ils aient les traits de plus de deux créatures. Cela a été fait pour développer davantage de créatures avec lesquelles les humains pourraient faire des expériences. Quelques exemples de cela incluent la manta ARK, qui est une combinaison de deux types de raies de la famille Manta, le morellatops étant une combinaison d'un iguanodon, d'un cératopsien et d'un chameau, le dodorex étant une combinaison d'un dodo et d'un rex, le tricératops ayant les traits de collerette d'un Styracosaurus, les chercheurs qui ont les traits de nombreuses créatures à tentacules d'origine préhistorique et mythologique, les maewings étant une combinaison d'un ornithorynque, d'un écureuil volant et de tétines, et le shadowmane ayant la disposition du corps d'un lion, mais l'apparence d'un poisson-lion.
Dans Extinction et Genesis : Partie 2, il y a des créatures qui sont soit naturelles, soit génétiquement modifiées par Element, leur permettant d'avoir des pouvoirs anormaux qui peuvent être réalisés par Element. Elles étaient présentes entre l'effondrement de la Terre et l'arrivée du vaisseau colonial sur le monde habitable. Selon HLN-A d'après un extrait de Genesis : Partie 1, les créateurs d'ARK ont déplacé les Proto-ARK en orbite pour empêcher les créatures de l'extérieur et de l'intérieur des ARK de se croiser, mais le mal était fait car de nombreuses générations de croisements ont conduit aux hiboux des neiges, aux managarmrs, aux vélonasaures, aux gachas et aux gasbags qui sont sur Extinction. Dans Genesis, l'Astrocetus et l'Astrodelphis font partie des créatures qui vivent naturellement dans l'espace entre l'Eden et l'Anneau du Jardin Corrompu.

### Proto-ARK
La technologie de simulation Genesis étant proche de la perfection, les créateurs de l'ARK sont passés à la phase 2 : créer des prototypes. Les proto-ARK peuvent être trouvés sur Extinction . Contrairement aux environnements qui ont été envoyés dans l'espace, les humains et les créatures peuvent entrer et sortir librement des proto-ARK. Lors de l'entrée ou de la sortie, un effet de dématérialisation se produit. Ils ont également un prototype d'obélisque en leur centre qui alimente l'ARK. Ces obélisques ont aidé les constructeurs de l'ARK à déterminer ce qui alimentera les ARK pendant qu'ils sont en orbite. Le seul problème des proto-ARK est un dôme qui permet aux créatures d'entrer et de sortir des ARK. Cela a été résolu en rendant le dôme suffisamment solide pour empêcher les créatures d'entrer ou de sortir.  
3 Proto-ARKs peuvent être trouvés à travers Extinction , dont deux sont opérationnels :
- Dôme du désert
- Dôme de neige
- Forêt du cratère

La forêt du cratère est une expérience ratée. Cette forêt souterraine était autrefois une proto-ARK opérationnelle sur le thème de la forêt, mais elle s'est enfoncée dans le sol. Elle semble n'avoir aucune frontière. Cela implique que les ARK ont besoin d'une zone délimitée.
Le Dôme du Désert était une expérience qui a connu des améliorations puisque l'ARK possède désormais un anneau métallique, une zone circulaire, mais possède un trou massif et certaines structures de l'ARK sont exposées. Cela pourrait impliquer que les ARK ont besoin d'un sol solide avec très peu de systèmes de grottes en dessous.
Le Snow Dome était une expérience qui pourrait être la base de toutes les ARK puisqu'il ne possède aucune structure exposée, peu de systèmes de grottes et de trous. Maintenant, tout ce qui reste pour construire les ARK est de rendre la barrière beaucoup plus solide pour que les survivants ne puissent pas sortir, plus d'obélisques plus grands pour alimenter l'ARK, une zone plus large pour l'ARK et des systèmes qui peuvent sculpter et déplacer le morceau de terre vers le haut et vers le bas en toute sécurité en orbite.

### Arat Prime
Arat Prime est un lieu mystérieux situé à l'autre bout de la Terre, à l'opposé de Sanctuary City , en quelque sorte lié aux ARK et à la simulation Genesis. Dans les temps modernes, le mont Ararat en Turquie est associé à l'histoire de l'Arche de Noé dans le livre de la Genèse. Dans la tradition chrétienne, la montagne est considérée comme le lieu de repos final de l'Arche.  Le nom remarquablement similaire d'Arat Prime peut être un indice quant à l'objectif de l'installation. Des messages dispersés dans les jeux impliquent qu'Arat Prime pourrait être l'inverse de la montagne - une plate-forme de lancement, pas un site d'atterrissage. À ce jour, la plupart des informations concernant Arat Prime proviennent de messages cryptés dispersés dans Sanctuary, lisibles par ceux qui portent un casque Tek .
- « Communication prioritaire A7 reçue. Arat Prime est verrouillé. »
- « Arat Prime est verrouillé. Lancement d'urgence en cours. Dirigez-vous vers l'abri le plus proche. »
- « Arat Prime est devenu silencieux. Le lancement n'a pas été confirmé. »

Ce qui aurait pu être lancé depuis Arat Prime est encore une spéculation. Notamment, la cinématique finale de Genesis : Part 1 révèle que la simulation Genesis est située sur un vaisseau de colonie voyageant dans l'espace.  Cela pourrait révéler qu'Arat Prime n'a peut-être pas seulement été utilisé pour lancer le vaisseau de colonie, mais peut également être utilisé pour téléporter/transférer les esprits/consciences des gens vers la simulation Genesis à bord du vaisseau de colonie, ou vers un corps cloné endormi sur le vaisseau. Comme autre possibilité, les personnes envoyées vers le vaisseau de colonie via Arat Prime pourraient simplement se faire fabriquer un nouveau corps/vaisseau. Si tout cela est vrai, ce que nous voyons au début de la bande-annonce de Genesis partie 1 pourrait être Arat Prime.
Selon Diana Altaras, Arat Prime était référencé par le bunker qu'elle et Mei Yin ont trouvé pour montrer des informations sur la façon dont Element peut commander la horde corrompue avec des mouvements de troupes, et toute entité artificielle créée par Element peut la diffuser partout où elle va.
La Terre ne tournant pas actuellement, la zone autour de Sanctuary était constamment exposée au soleil, ce qui donnait l'impression d'un jour permanent. Étant donné que l'emplacement d'Arat Prime se trouve à l'autre bout de la Terre, il connaîtrait l'opposé : une nuit constante. Il est remarquable de constater que dans la cinématique finale d'Extinction, nous voyons que l'aberration brisée ARK s'est écrasée sur une partie sombre de la Terre, ce qui nous donne un indice que Rockwell s'est peut-être rendu à Arat Prime.
Selon HLN-A, Diana et Mei Yin se sont rendues à Arat Prime, où elles ont envoyé Helena à l'intérieur de la simulation Genesis pour créer HLN-A. 
Arat Prime, traduit en latin, s'appelle « Primus Aratra ». Primus signifie « premier » et Aratra signifie « charrue ». Mis ensemble, Arat Prime signifie « la première charrue ». D'après ce que son nom signifie, la technologie d'Arat Prime jouera un rôle central dans tous les protocoles de réensemencement de l'ARK, où Arat Prime agit comme l'outil de labour pour rendre le sol mûr pour la croissance, et les ARK agissent comme des graines qui se plantent dans le sol.
Selon Nida, Arat Prime est un endroit doté d'un pont de vitesse super léger via Genesis Simulation appelé « lien superluminique » pour connecter le vaisseau de la colonie à la Terre.

### Le navire de la colonie
Un vaisseau massif avec un logo de la Fédération Terrienne qui est le décor de Genesis : Partie 2, le Colony Ship contient des mondes annulaires qui dépeignent l'image la plus précise de l'ingéniosité et de la technologie de pointe de l'humanité à travers le niveau Tek. Selon Rockwell, les mondes annulaires sont un trésor de découvertes scientifiques avancées qui sont si révolutionnaires que la frontière connue entre la biologie et la technologie est sur le point de disparaître.
Ayant deux mondes annulaires attachés, l'un des anneaux étant lentement corrompu et dépassé par Rockwell, le vaisseau spatial interstellaire voyage à travers la galaxie, à la recherche d'une planète habitable semblable à la Terre. En estimant que le vaisseau a été lancé depuis Arat Prime, il est prudent de supposer qu'il a été construit et lancé par la Fédération Terrienne pendant ou juste avant l'apocalypse des éléments. Il a été envoyé dans l'espoir que les gens trouvent une nouvelle planète à coloniser (contrairement à l'objectif d'ARK de guérir à nouveau la Terre, suggérant que le vaisseau de colonie a été conçu comme un plan de secours, au cas où le protocole de réensemencement ne serait jamais lancé).
Le Colony Ship aurait également eu un équipage opérationnel né de générations d'humains qui ont été lancés avec le vaisseau. Cependant, la plupart de l'équipage a été massacré lorsque Rockwell a commencé à dépasser le vaisseau. Selon Nida, les membres d'équipage restants se sont cachés, mais on ne sait pas s'ils se sont mis dans des capsules ou si Rockwell les a fait sortir. Le sort de Nida est incertain car, selon Gabriel, elle s'est échappée de Rockwell en raison de ses hurlements de colère lorsqu'elle s'est enfuie. On ne sait pas où elle se trouve, mais on peut supposer qu'elle était soit le dernier membre d'équipage à mourir de la main de Rockwell, soit qu'elle s'est inscrite comme morte pour couvrir ses traces et se cacher quelque part dans le vaisseau où Rockwell ou HLN-A n'y penseraient pas. On ne sait pas comment Rockwell est monté à bord, mais on peut supposer qu'après que l'aberration brisée ARK se soit écrasée sur terre en extinction, Rockwell s'est rendu à Arat Prime où il s'est téléporté sur le vaisseau dans l'espace lointain. À la suite de ces actions, Helena envoie également le survivant sur Arat Prime pour être également téléporté sur le vaisseau/simulation, en compagnie d'une fraction d'elle-même qui résidait dans la simulation Genesis, HLN-A.

#### L'arrivée
Un événement qui s'est produit lorsque le vaisseau de la colonie s'est approché d'Arat, HLN-A mentionne que la simulation Genesis sur le vaisseau de la colonie maintient les participants sous une pression constante pour les préparer avec des compétences de survie en prévision de l'événement à venir. Ceci est également mentionné par Helena dans la bande-annonce de la partie 1 de Genesis.
La deuxième partie de Genesis se termine avec le vaisseau de la colonie et son anneau corrompu par Rockwell qui explosent peu après avoir vaincu Rockwell. Cependant, l'anneau non corrompu est abandonné et commence à lancer des capsules avec des survivants vers une autre planète ressemblant à la Terre, qui s'appelle "Arat" dans la deuxième bande-annonce d'Ark 2.
Avec le retour des Arches sur Terre et la colonisation d'Arat par le vaisseau de colonisation, nous pouvons dire que les deux projets ont finalement réussi à perpétuer la vie sur Terre.

### ARK II
Après avoir battu Rockwell dans Genesis partie 2, tout le vaisseau, à l'exception de l'anneau Eden, explose. L'anneau Eden commence à lancer des nacelles avec des survivants, dont Santiago, jusqu'à Arat. Selon Santiago, c'est « juste la partie facile ».
ARK II se déroulera sur une planète extraterrestre appelée Arat, une partie d'un système solaire très éloigné de la Terre dans la galaxie. Il s'agira d'une suite directe de Genesis : Part 2, en termes d'histoire. On ne sait que très peu de choses sur ce qui va se passer et sur ce que nous réserve ARK II. Nous savons qu'il mettra en scène un clone de Santiago da Costa.
Il comportera également des créatures ressemblant à des « orcs/gobelins » appelées Aratai, originaires de la planète.
Il est notamment possible que le survivant d'ARK 1 rencontre Santiago dans Ark II, étant donné que dans la bande-annonce d'Ark II, il y a un dessin de HLN-A sur un mur, laissant entendre que le survivant a très probablement réussi à atteindre la planète, et qu'il est soi-disant le seul à connaître HLN-A (et les obélisques des ARK, qui sont également dessinés).

### Chronologie
Étant donné que le temps écoulé sur ARK est incertain, il est difficile de rassembler les événements dans un ordre chronologique. Mais depuis Genesis : Part 2, le Genesis Colony Ship considère un seul jour comme un « cycle ». Voici quelques événements de l'histoire qui sont basés sur des cycles ou des jours et certains événements qui sont liés à ces cycles et jours :
- Lorsque Diana, Li Mei Yin et Helena Walker sont arrivées sur l'Aberration ARK.
  - Lorsque Diana est arrivée, c'était le premier jour depuis son arrivée.
  - Lorsque Li Mei Yin est arrivée, cela faisait 1355 jours, soit 3,7 ans, depuis l'arrivée de Diana.
  - Lorsque Helena est arrivée, cela faisait 1898 jours, soit exactement 5,2 ans, depuis l'arrivée de Diana.
  - En un mois d'environ 30 jours, plusieurs événements se sont produits sur l'Aberration ARK.
    - Helena, Mei Yin et Santiago déstabilisent les obélisques.
    - L'incident de Rockwell
    - Achèvement du projet Gateway (2 semaines avant sa fin)
- Quand Raia et John Dahkeya se sont réveillés sur la Terre Brûlée
  - Ils se sont tous les deux réveillés à une époque bien antérieure à celle de tous les autres personnages de l'histoire.
  - Raia était une jeune femme lorsqu'elle est arrivée sur l'ARK et est devenue le leader de Nosti.
  - Lorsque Helena Walker et Edmund Rockwell sont arrivés, Raia était désormais une vieille femme.
- Le réseau de stations ARK
  - Au moment où Diana et Mei Yin sont arrivées au bunker d'Extinction, les ARK étaient sur le cycle 235659-F, ce qui indique que les ARK sont en orbite depuis bien plus longtemps que 235 659 jours, soit environ 645 à 646 ans.
- Quand Helena est entrée et a quitté la simulation Genesis peu de temps après avoir réalisé HLN-A.
  - Nida a noté que HLN-A a déclaré qu'il était entré en service au cours des 3000 derniers cycles, soit il y a environ 8,22 ans.
    - Étant donné que HLN-A est techniquement Helena, toute la tradition d'ARK s'est déroulée au cours de ces 3000 jours.
      - Étant donné que HLN-A est une copie d'Helena, Helena a dû être mise en ligne au cours de ces 3000 derniers cycles
- Lorsque le joueur entre techniquement dans l'histoire pendant la période où Diana et Mei Yin voyagent vers Arat Prime ou dans les 3000 cycles mentionnés par Nida.
  - Le joueur a vaincu le Roi Titan et les ARK ont pu revenir sur Terre, mais l'ARK Aberration a également atterri avec Rockwell à l'intérieur.
  - HLN-A était présent dans la simulation Genesis avant Rockwell, car Nida a mentionné qu'elle avait vu Helena Walker dans la simulation Genesis en tant qu'Homo deus qui est rapidement parti après avoir fait HLN-A, ce qui a été suivi de problèmes dans la simulation et d'erreurs dans le vaisseau colonial qui ont été causés par Rockwell.
    - Cela implique que Diana et Mei Yin ont téléporté Helena dans la simulation Genesis juste au moment où le joueur a appelé les ARK pour atterrir peu de temps après avoir tué le Roi Titan.

  - Dans Genesis : Partie 1, HLN-A et le joueur étaient obligés de corriger des problèmes et d'accomplir des missions dans la simulation Genesis pendant les événements de l'histoire de Nida et Gabriel dans Genesis : Partie 2.
    - Dans l'une des anecdotes de HLN-A, elle note que le joueur se trouve dans la simulation Genesis après que toutes les guerres et tous les titans soient passés. Cela implique que les événements de Genesis se déroulent après le succès du protocole ARK Reseed ou les événements d'Extinction du point de vue du joueur.
    - Juste après la dernière note de Gabriel, il est logique que le joueur et HLN-A soient maintenant sur le Colony Ship alors que Nida s'est enfui du pont du Colony Ship.

## Postérité

### ARK Park
En 2016, le studio a annoncé le développement de ARK Park, une application de réalité virtuelle sur le HTC Vive et l'Oculus Rift ; elle permettra d'explorer un parc d'attractions tiré du jeu de base.

### PixARK
Annoncé courant 2017 par le studio chinois SnailGame qui a racheté la licence ARK: Survival Evolved, PixARK est sorti fin 2017. Il se distingue des autres jeux de la franchise par le fait qu'il est composé de voxels. Ce jeu comporte d’autres arbres de compétences que dans les autres ARK : la magie, la métallurgie, l’architecture et l’industrie.